# 歌川豊秀
歌川 豊秀（うたがわ とよひで、生没年不詳）は、江戸時代の大坂の浮世絵師。

## 来歴
歌川豊春の門人かといわれる。歌川の画姓を称す。作画期は文化から天保の頃にかけてで、読本、滑稽本、洒落本の挿絵を描いている。

## 作品
- 『敵討朝妻舟』　読本　※手塚兎月作、文化3年（1806年）刊行
- 『倭琴高誌』五巻　読本　※盛田小塩作、文化4年刊行
- 『足毛（言＋虍＋豆＋戈）』（あしげのこまごと）第三編　滑稽本　※翠川子作、文化4年刊行
- 『甲賀三郎巌崛語』　読本　※手塚兎月作、文化5年刊行。桂雲斎月秀と挿絵を描く。
- 『鶏が啼東都暁』　滑稽本　※盛田小塩作、文政9年（1826年）刊行
- 『窃潜妻』（ていけのはな）　洒落本　※盛田小塩作、天保3年（1832年）刊行